# میتسوهیرو میساکی
میتسوهیرو میساکی (ژاپنی: 見崎 充洋؛ زادهٔ ۶ مهٔ ۱۹۷۰) بازیکن فوتبال اهل ژاپن است.
از باشگاه‌هایی که در آن بازی کرده‌است می‌توان به باشگاه فوتبال سرزو اوساکا اشاره کرد.